# Richard Bryce Goodman
Richard Bryce Goodman (* vor 1974) ist ein Tonmeister.

## Leben
Goodman begann seine Karriere Mitte der 1970er Jahre und arbeitete zunächst als Tonassistent an der Tonangel. Sein Debüt hatte er 1974 mit dem Filmdrama Cockfighter von Monte Hellman. Ab Ende der 1970er Jahre arbeitete er als Tonmeister. Sein Arbeitsschwerpunkt war der Film, er war jedoch auch für Fernsehproduktionen tätig, so unter anderem an acht Folgen der Fernsehserie Dallas sowie an allen sechs Episoden von Die nackte Pistole.
1991 war er für Jagd auf Roter Oktober gemeinsam mit Richard Overton, Kevin F. Cleary und Don J. Bassman für den Oscar in der Kategorie Bester Ton nominiert, der Preis ging in diesem Jahr jedoch an Kevin Costners Western Der mit dem Wolf tanzt. Für die Tom-Clancy-Literaturverfilmung war er im selben Jahr zusammen mit Cecelia Hall, George Watters II und Don J. Bassman auch für den BAFTA Film Award in der Kategorie Bester Ton nominiert.

## Filmografie (Auswahl)
- 1975: Frankensteins Todesrennen (Death Race 2000)
- 1980: Roadie
- 1982: Eating Raoul
- 1983: Das Osterman Weekend (The Osterman Weekend)
- 1986: Peggy Sue hat geheiratet (Peggy Sue Got Married)
- 1987: Running Man (The Running Man)
- 1988: Rain Man
- 1990: Jagd auf Roter Oktober (The Hunt for Red October)
- 1992: Bodyguard (The Bodyguard)
- 1994: Getaway (The Getaway)
- 1997: Alien – Die Wiedergeburt (Alien: Resurrection)
- 1999: The Green Mile
- 2009: Nachts im Museum 2 (Night at the Museum: Battle of the Smithsonian)
- 2012: Der Ruf der Wale (Big Miracle)

## Auszeichnungen
- 1991: Oscar-Nominierung in der Kategorie Bester Ton für Jagd auf Roter Oktober
- 1991: BAFTA-Film-Award-Nominierung in der Kategorie Bester Ton für Jagd auf Roter Oktober